# 나프트 알바스라 SC
나프트 알바스라 SC(아랍어: نادي نفط الجنوب الرياضي)는 바스라를 연고로 하는 이라크의 축구단으로 현재 이라크 스타스 리그에 참가하고 있다.

## 우승
- 이라크 1부 리그: 2011-12

## 선수 명단

### 현역
- 아메드 자랄(2021 ~ )
- 타에르 크루마(2020 ~ 2021, 2022 ~ )